# 栄研化学
栄研化学株式会社（えいけんかがく、Eiken Chemical Co., Ltd.）は、東京都台東区に本社を置く医薬品（主に臨床検査薬）の製造・販売や検査装置（医療機器）の販売を行う臨床検査薬の総合メーカー。大腸がんのスクリーニング検査である便潜血検査は国内シェア約60％であり、欧米・アジアにも広く販売している。また、遺伝子(DNA・RNA)の増幅技術であるLAMP法を開発した。

## 沿革
- 1939年（昭和14年）- 興亜化学工業株式会社として設立。
- 1940年（昭和15年）- 株式会社興亜栄養化学研究所に社名変更。
- 1946年（昭和21年） - 日本栄養化学株式会社に社名変更。
- 1949年（昭和24年）‐ 日本で初めて細菌検査用粉末培地SS寒天培地の製品化に成功。
- 1961年（昭和36年）- 臨床検査部門を開設し、臨床検査薬の研究開発を開始
- 1969年（昭和44年）- 創立30周年にあたり現社名に変更。
- 1972年（昭和47年）- 尿検査用試験紙「ウロペーパー‘栄研’」発売。
- 1987年（昭和62年）- 便潜血検査用試薬「OC-ヘモディア」発売。
- 1990年（平成2年）- 東京証券取引所市場第二部に株式を上場。
- 1998年（平成10年）- 新規遺伝子増幅技術LAMP法を開発。
- 2002年（平成14年）- 東京証券取引所市場第一部に指定替え。
- 2004年（平成16年）- 便潜血検査用試薬・装置をアメリカで販売開始。
- 2005年（平成17年）- 委員会設置会社に移行。
- 2005年（平成17年）- LAMP法を利用した結核の遺伝子迅速検査法の協同開発をFINDと締結。
- 2006年（平成18年）- 大塚製薬と業務提携、同社の資本参加を受ける。
- 2008年（平成20年）- 本社を東京都文京区から東京都台東区に移転
- 2009年（平成21年）- 新経営構想EIKEN WAY、EIKEN ROAD MAP 2009策定。
- 2011年（平成23年）- LAMP法を利用した結核の遺伝子迅速検査「Loopamp結核菌群検出試薬キット」発売。

## 生産拠点
- 野木事業所 - 栃木県下都賀郡野木町野木143
- 那須事業所 - 栃木県大田原市下石上1381-3

## 主要製品
- 便潜血検査用試薬・装置（OCシリーズ）
- 免疫血清監査用試薬・装置（LZテスト‘栄研’、E-プレート‘栄研’、BLEIA-1200）
- 微生物検査用試薬・装置（ポアメディア、パールコア、ドライプレート‘栄研’、DPS192iX）
- 尿検査用試薬・装置（ウロペーパー、US-3100Rplus）
- 生化学検査用試薬（エクディアXL‘栄研’）
- 遺伝子検査用試薬・装置（Loopampシリーズ）
- 健診関連機器（採血器具、遠心分離機）
- 食品・環境微生物検査用試薬
- 検査用器具・機材
- 書籍

## 社会貢献
- 学術情報誌「モダンメディア」刊行
- 公益財団法人黒住医学研究振興財団　助成
- ブレイブサークル大腸がん撲滅キャンペーン　サポート